# Lorenzo Cozza
Lorenzo Cozza (San Lorenzo alle Grotte, 31 marzo 1654 – Roma, 19 gennaio 1729) è stato un cardinale italiano.

## Biografia
Nato di famiglia nobile entrò giovane nell'ordine dei frati minori osservanti.
Nominato nel 1710 111º custode di Terra Santa, grazie alle sue doti di fermezza e diplomazia riuscì a riallacciare relazioni tra l'occidente cristiano e il mondo islamico. Rimase in carica fino al 1715
Dal 1723 al 1726 fu ministro generale dei frati minori osservanti.
Creato cardinale da papa Benedetto XIII nel 1726 con il titolo di San Lorenzo in Panisperna, passò l'anno seguente al titolo di Santa Maria in Ara Coeli.
Morì il 19 gennaio 1729 e fu sepolto all'isola Tiberina nella basilica di San Bartolomeo, ove il suo monumento funebre è tuttora presente.